# Marko Bošnjak
Marko Bošnjak (Mostar, Bósnia-Herzegovina; 11 de janeiro de 2004) é um cantor bósnio-croata de música pop. Representou a Croácia no Festival Eurovisão da Canção de 2025 com a música «Poison Cake».

## Biografia
Marko Bošnjak cantou no coro da igreja enquanto criança, onde o seu talento para o canto foi descoberto. Aos 12 anos, ganhou vários concursos de música, incluindo o show infantil Pinkove Zvezdice, na Sérvia.  Aos 18 anos, participou pela primeira vez no Festival Dora, onde é determinado o participante da Croácia no Festival Eurovisão da Canção. Ficou em 2.º lugar em 2022 com a canção «Moli za nas»  e foi galardoado com o prémio Porin como melhor artista novo em 2023.
Após Baby Lasagna ter alcançado o melhor lugar para a Croácia na história do festival europeu com o 2.º lugar na Eurovisão de 2024, Marko fez uma segunda tentativa no festival Dora de 2025 onde ficou em 4.º lugar na votação do público e em 1.º na votação do júri, desta forma acabou por vencer o Dora desse ano e também ganhou a representação da Croácia no Festival Eurovisão da Canção de 2025. Após a final do Dora, a sua canção alcançou o 1.º lugar nas tabelas croatas, à frente dos seus rivais na competição nacional.

## Discografia

### Singles
- 2022 – Moli za nas
- 2022 – Pjesma za kraj
- 2023 – Spokojan
- 2023 – Nema
- 2024 – Pusti me
- 2024 – Asfalt (com Iva Lorens)
- 2024 – Takav dan
- 2024 – Zdravo budi mladi kralju
- 2025 – Poison Cake